# バレーボール男子U21世界選手権
バレーボール男子U21世界選手権（FIVB Volleyball Men's U21 World Championship）は、1977年より開催されているバレーボールの国際大会。21歳以下（U-21）を対象としている。2015年時点のFIVBの大会名表記は「FIVB Volleyball Men's U21 World Championship」である。